# Comunidade urbana (França)
Communauté urbaine</link> (fr</link></link> ; Francês para "comunidade urbana") é a segunda forma mais integrada de intercomunalidade na França, depois da Metrópole ( em francês:  métropole </link> ). Uma communauté urbaine</link> é composto por uma cidade ( comuna ) e seus subúrbios independentes (comunas independentes).

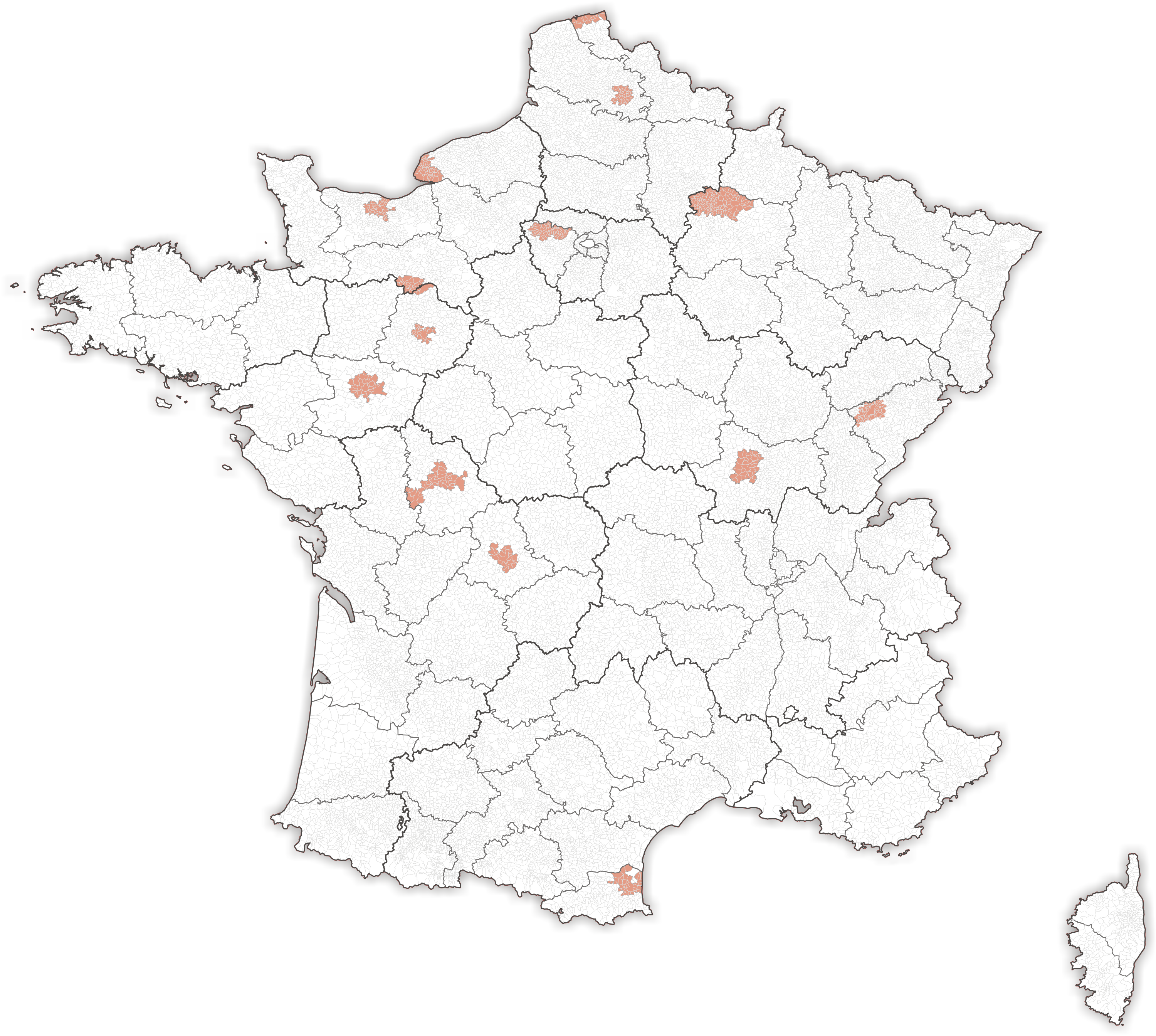
Ilustração.

As primeiras communautés urbaines foram criadas pelo Parlamento francês em 31 de dezembro de 1966. Originalmente eram apenas quatro, encontrados nas áreas metropolitanas de Bordéus, Lille, Lyon e Estrasburgo . Posteriormente, outros foram criados em outras regiões metropolitanas. O objetivo das communautés urbaines era conseguir a cooperação e a administração conjunta entre as grandes cidades e os seus subúrbios independentes. Esta etapa seguiu-se frequentemente a tentativas fracassadas de fundir as comunas dentro de uma área metropolitana. O estatuto da communauté urbaine foi modificado pela Lei Chevènement de 1999. Desde a criação das metrópoles em 2011, várias antigas communautés urbaines tornaram-se metrópoles, por exemplo Nice, Estrasburgo, Marselha, Nancy e Dijon .
Ao contrário do que acontece numa communauté d'agglomération ou numa communauté de communes, as comunas não podem sair livremente de uma communauté urbaine.
Em abril de 2018, havia 11 communautés urbaines na França (todas na França metropolitana ), com uma população combinada de 2,43 milhões de habitantes (em 2015, nos limites de 2018).   Todas as áreas urbanas da França com mais de meio milhão de habitantes são uma communauté urbaine ou uma métropole. Algumas comunidades urbanas são relativamente pequenas; menor do que muitas comunidades de aglomeração .
Cada uma das communautés urbaines é administrada por um conselho denominado "conseil communautaire" (conselho comunitário), composto por uma representação proporcional dos membros dos conselhos municipais das cidades membros. O conselho é chefiado por um executivo composto por um presidente e vice-presidentes eleitos pelo conselho. O presidente é, em muitos casos, o prefeito da cidade principal ou mais populosa. Os presidentes das outras cidades são muitas vezes também vice-presidentes do executivo, os vice-prefeitos são frequentemente membros do conselho, assim como alguns membros dos conselhos municipais.

## Lista de comunidades urbanas
| Nome                                | Capital       | Número de Comunas | População (Dados de 2018-2021) |
| ----------------------------------- | ------------- | ----------------- | ------------------------------ |
| CU Alençon                          | Alençon       | 31                | 55.924 (2018)                  |
| CU Angers Loire Métropole           | Angers        | 29                | 299.476 (2018)                 |
| CU Arras                            | Arras         | 46                | 108.347 (2018)                 |
| CU Grand Besançon Métropole         | Besançon      | 68                | 197.494 (2021)                 |
| CU Caen la Mer                      | Caen          | 47                | 268.470 (2018)                 |
| CU Creusot Montceau                 | Le Creusot    | 34                | 93.072 (2018)                  |
| CU Dunkerque                        | Dunkirk       | 17                | 195.917 (2018)                 |
| CU Grand Paris Seine et Oise        | Aubergenville | 73                | 417,556 (2018)                 |
| CU Le Havre Seine Métropole         | Le Havre      | 54                | 268.912 (2018)                 |
| CU Limoges Métropole                | Limoges       | 20                | 207.385 (2018)                 |
| CU Le Mans Métropole                | Le Mans       | 19                | 209.557 (2020)                 |
| CU Perpignan Méditerranée Métropole | Perpignan     | 36                | 268.445 (2018)                 |
| CU Grand Poitiers                   | Poitiers      | 40                | 196.530 (2020)                 |
| CU Grand Reims                      | Reims         | 143               | 295.926 (2018)                 |

Características
A Communauté urbaine Grand Paris Seine et Oise é a communauté urbaine, uma estrutura intercomunal, que abrange os subúrbios ocidentais de Paris. Está localizada no departamento de Yvelines, na região de Île-de-France, norte da França. Foi criada em janeiro de 2016 pela fusão das anteriores communautés d'agglomération Mantes-en-Yvelines, Deux Rives de la Seine, Poissy-Achères-Conflans-Sainte-Honorine, Seine & Vexin e as communautés de communes Coteaux du Vexin e Seine-Mauldre.  Sua área tem uma área de 504,7 km2. Sua população era de 417.556 em 2018.  Sua capital é em Aubergenville
A Communauté urbaine Le Mans Métropole é a communauté urbaine, uma estrutura intercomunal, centrada na cidade de Le Mans. Está localizada no departamento de Sarthe, na região do Pays de la Loire, noroeste da França. Foi criado em novembro de 1971.  Sua área é de 272,5 km2. Sua população era de 209.557 em 2020, dos quais 145.155 em Le Mans propriamente dita.
Le Havre Seine Métropole é a communauté urbaine, uma estrutura intercomunal, centrada na cidade de Le Havre. Está localizado no departamento Seine-Maritime, na região da Normandia, noroeste da França. Foi criado em 1 de janeiro de 2019 pela fusão da antiga comunidade de aglomeração de Le Havre e as communautés de communes Canton de Criquetot-l'Esneval e Caux Estuaire.  Sua área é de 495,8 km2. Sua população era de 268.912 em 2018, dos quais 169.733 em Le Havre propriamente dito.
A Communauté urbaine de Dunkerque (em português: Comunidade Urbana de Dunquerque) é a communauté urbaine, uma estrutura intercomunal, centrada na cidade de Dunquerque. Está localizada no departamento do Norte, na região de Hauts-de-France, norte da França. Foi criado em outubro de 1968.  Sua área é de 299,9 km2. Sua população era de 195.917 em 2018, dos quais 86.865 em Dunquerque.
A Communauté urbaine Creusot Montceau é a communauté urbaine, uma estrutura intercomunal, centrada nas cidades de Le Creusot e Montceau-les-Mines. Está localizada no departamento de Saône-et-Loire, na região de Bourgogne-Franche-Comté, no leste da França. Foi criado em 1970.  Sua área é de 742,0 km2. Sua população era de 93.072 em 2018, dos quais 21.491 em Le Creusot e 17.897 em Montceau-les-Mines.

A communauté urbaine Caen la Mer é a communauté urbaine, uma estrutura intercomunal, centrada na cidade de Caen. Está localizada no departamento de Calvados, na região da Normandia, noroeste da França. Foi criado em janeiro de 2017, substituindo a anterior Communauté d'agglomération Caen la Mer e duas communautés de communes.  Sua área é de 362,9 km2. Sua população era de 268.470 em 2018, dos quais 105.512 em Caen propriamente dito.
Grand Besançon Métropole é a comunidade urbana (communauté urbaine), uma estrutura intercomunal, centrada na cidade de Besançon. Está localizada no departamento de Doubs, na região de Bourgogne-Franche-Comté, nordeste da França.
Foi criada em dezembro de 2000 Communauté d'agglomération Grand Besançon, que foi transformada em uma comunidade urbana em 1 de julho de 2019. Sua área é de 528,6 km2.Sua população era de 197.494 em 2021, dos quais 119.198 (60%) em Besançon propriamente dito.  O seu orçamento é de 339,3 milhões de euros (2022)
A Communauté urbaine d'Arras é a communauté urbaine, uma estrutura intercomunal, centrada na cidade de Arras. Está localizada no departamento de Pas-de-Calais, na região de Hauts-de-France, norte da França. Foi criado em janeiro de 1998, substituindo o anterior distrito urbain d'Arras. Tem uma área de 306,0 km2. Sua população era de 108.347 em 2018, dos quais 41.555 em Arras propriamente dita.
A Communauté urbaine Angers Loire Métropole é a communauté urbaine, uma estrutura intercomunal, centrada na cidade de Angers. Está localizada no departamento de Maine-et-Loire, na região de Pays de la Loire, no oeste da França. Foi criado em janeiro de 2016, substituindo a anterior Communauté d'agglomération d'Angers Loire Métropole.  Foi ampliado com a comuna de Loire-Authion em janeiro de 2018. Sua área é de 666,7 km2. Sua população era de 299.476 em 2018, dos quais 154.508 em Angers propriamente dito.
A Communauté urbaine d'Alençon é a communauté urbaine, uma estrutura intercomunal, centrada na cidade de Alençon. Está localizada nos departamentos de Orne e Sarthe, nas regiões da Normandia e Pays de la Loire, noroeste da França. Foi criado em dezembro de 1996.  Sua área é de 461,7 km2. Sua população era de 55.924 em 2018, dos quais 25.775 em Alençon propriamente dito.
Communauté urbaine Limoges Métropole é a communauté urbaine, uma estrutura intercomunal, centrada na cidade de Limoges. Está localizada no departamento de Haute-Vienne, na região da Nova Aquitânia, sudoeste da França. Foi criada em novembro de 2002 como Communauté d'agglomération Limoges Métropole, que foi transformada em communauté urbaine em 1 de janeiro de 2019.  Sua área é de 520,6 km2. Sua população era de 207.385 em 2018, dos quais 131.479 em Limoges propriamente ditos.
A Perpinyà Metròpolis Mediterrani é a communauté urbaine, uma estrutura intercomunal, centrada na cidade de Perpinyà. Está localizada no departamento dos Pirenéus Orientais, na região de Occitânia, sul da França. Foi criada em janeiro de 2016, substituindo a anterior communauté d'agglomération Perpignan Méditerranée. Sua área é de 616,7 km2. Sua população era de 268.445 em 2018, dos quais 119.188 em Perpignan propriamente dito.
Grand-Poitiers é a communauté urbaine, uma estrutura intercomunal, centrada na cidade de Poitiers. Está localizada no departamento de Vienne, na região da Nova Aquitânia, no oeste da França. Foi criada em 1 de janeiro de 2017 como communauté d'agglomération e transformada em communauté urbaine em 1 de julho de 2017.  Sua área é de 1064,7 km2. Sua população era de 196.530 em 2020, dos quais 90.033 em Poitiers propriamente ditos.
A Communauté urbaine du Grand Reims é a communauté urbaine, uma estrutura intercomunal, centrada na cidade de Reims. Está localizada no departamento de Marne, na região de Grand Est, nordeste da França. Foi criada em 1 de janeiro de 2017 pela fusão da anterior communauté d'agglomération Reims Métropole com as communautés de communes Beine-Bourgogne, Champagne Vesle, Nord Champenois, Fismes Ardre et Vesle, Vallée de la Suippe, Rives de la Suippe, Vesle et Coteaux de la Montagne de Reims e outras 18 comunas. Sua área é de 1432,4 km2. Sua população era de 295.926 em 2018, dos quais 182.211 viviam em Reims propriamente dito